# 宾川州
宾川州，明朝时设置的州。
弘治六年（1493年），析赵州及太和、云南二县置，治所在今云南省宾川县南州城，属大理府。清朝时，仍属大理府。1913年降为县。